# Melanosoma bicolor
Melanosoma bicolor är en tvåvingeart som först beskrevs av Johann Wilhelm Meigen 1824.  Melanosoma bicolor ingår i släktet Melanosoma och familjen stekelflugor. Inga underarter finns listade i Catalogue of Life.